# Bangladeschische Badmintonmeisterschaft 1989
Die Bangladeschische Badmintonmeisterschaft 1989 war die 14. Austragung der nationalen Titelkämpfe im Badminton in Bangladesch. 

## Sieger und Finalisten
| Disziplin    | Gold                                             | Silber                                         |
| ------------ | ------------------------------------------------ | ---------------------------------------------- |
| Herreneinzel | Jobaedur Rahman Rana (BRTC)                      | Mamunur Rashid (BRTC)                          |
| Herrendoppel | Mahmudur Rahman Mahi Jobaedur Rahman Rana (BRTC) | Akhtaruzzaman Nantu Mahbubur Rob (Biman)       |
| Dameneinzel  | Ferdousy Khanum (Biman)                          | Shamima Sultana Mita (Biman)                   |
| Mixed        | Pintu Ferdousy Khanum (Anser)                    | Jobaedur Rahman Rana Nazia Akhter Juthi (BRTC) |